# Ludovico Bartolaia
Ludovico Bartolaia (getauft am 26. November 1541 in Mirandola; † Juli 1641) war ein italienischer Komponist.

## Leben
Über sein frühes Leben in Italien ist wenig bekannt, außer dass er sich um 1607 in Venedig aufhielt und dort Prosa-Werke veröffentlichte. Bartolaia war spätestens ab 1623, als er in Wien heiratete, bis zu seinem Tod Tenor der kaiserlichen Hofkapelle. Er ist der erste namentlich bekannte Opernkomponist Wiens.
Er komponierte im Jahre 1633 die Oper Il Sidonio (Musik verloren; Librettist Urbano Giorgi). Das Textbuch ist erhalten geblieben. Achtzehn Solisten traten in der Oper auf, fünf Chöre sangen und in einem allegorischen Schlussbild huldigte der Friede den beiden Majestäten, und Gott Pan tanzte, von Schäfern und Nymphen umgeben, dazu den Schlussreigen.
Ab 1637 war er Kapellmeister der neuen Kapelle, die von Kaiserin Eleonora Gonzaga, der Witwe Ferdinands III. von Habsburg, initiiert wurde.

## Werk
- La coronazione di re Salomone fünf Teile in Prosa, Venedig 1602 und 1611
- La Ninfa cacciatrice fünf Akte in Versen, Neapel 1606, Venedig 1620
- L’ardito amante Komödie in Prosa, Neapel 1606
- Le combattute promesse, Favola boschereccia in fünf Akten in Versen, Neapel 1607, Venedig 1614
- Le false imputazioni Commedia in Prosa, Venedig 1612
- La Circe maga, Favola tragicomica in Prosa Terni 1614 und 1619, Neapel 1619, Venedig 1640
- Il Sidonio Oper, Wien 1633